# 1723 na literatura

## Eventos
- Voltaire contrai varíola.[1]

## Nascimentos
| Data        | Nome          | Profissão              | Nacionalidade | Observações | Ref |
| ----------- | ------------- | ---------------------- | ------------- | ----------- | --- |
| 5 de Junho  | Adam Smith    | economista e filósofo  | Escócia       | m. 1790     |     |
| 20 de Junho | Adam Ferguson | filósofo e historiador | Escócia       | m. 1816     |     |

## Mortes
| Data        | Nome               | Profissão       | Nacionalidade | Observações | Ref |
| ----------- | ------------------ | --------------- | ------------- | ----------- | --- |
| 28 de Julho | Mariana Alcoforado | freira e autora | Portugal      | n. 1640     |     |